# Cubitus (Comic)

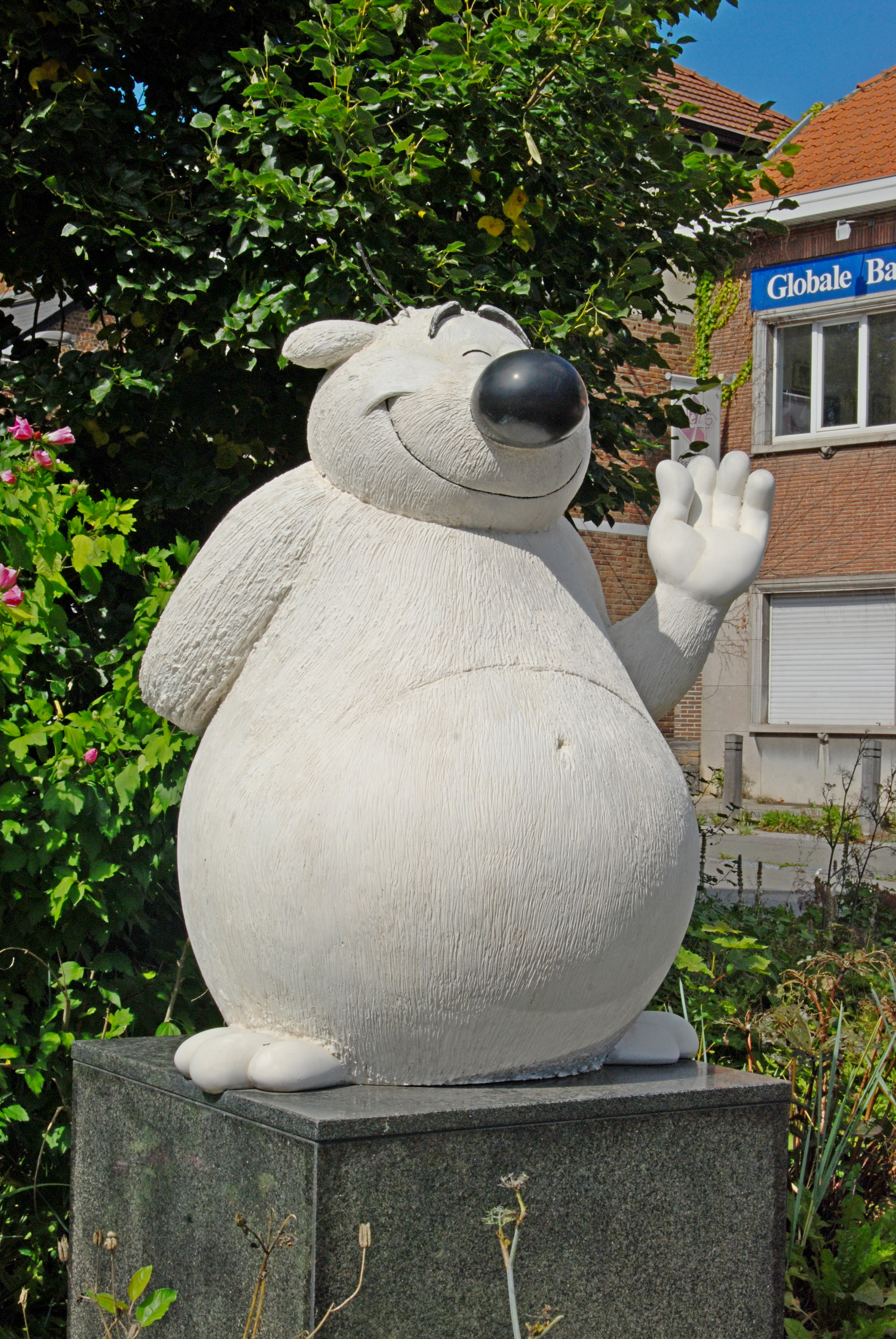
Statue in Limal

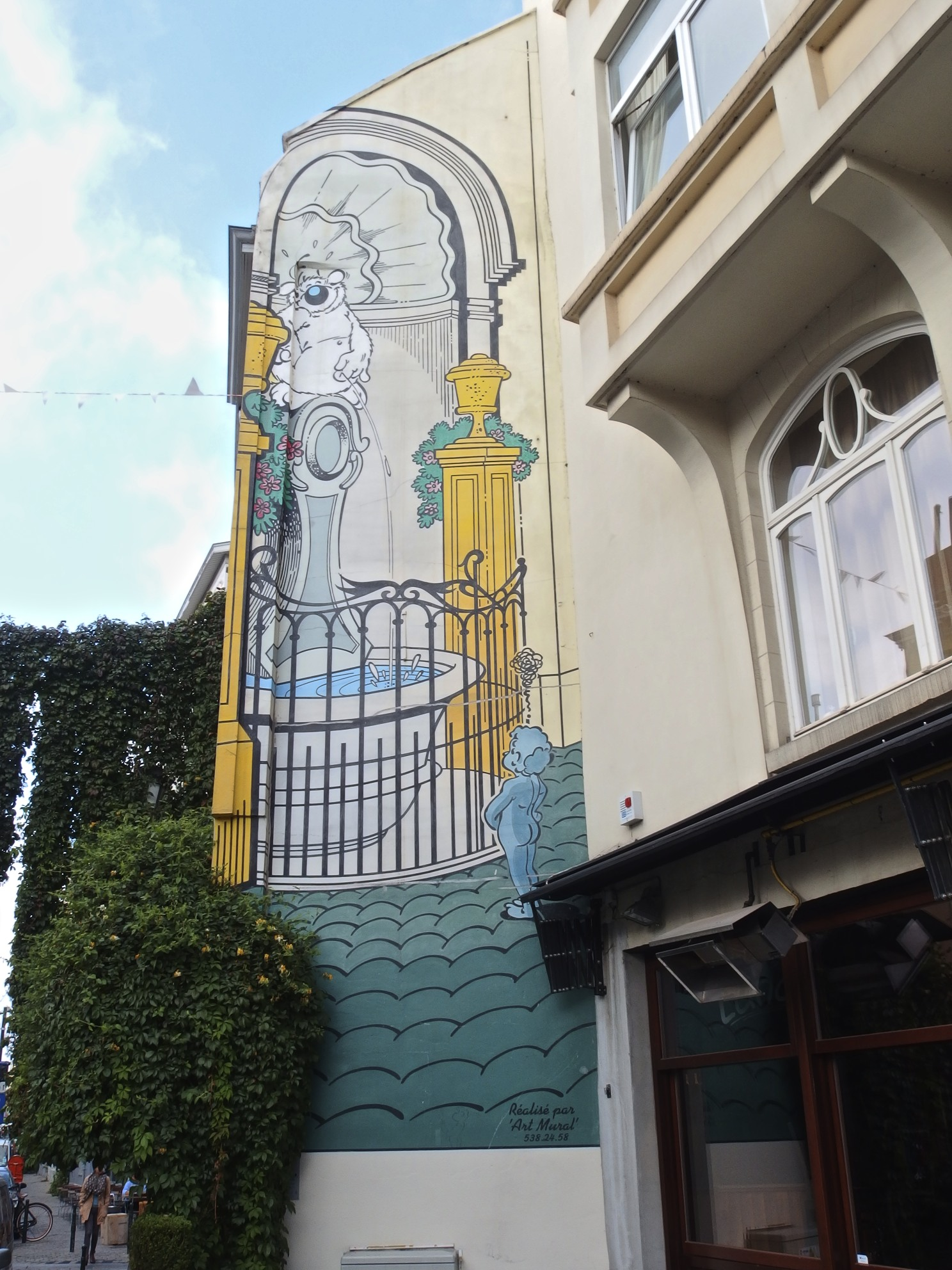
Wandmalerei in Brüssel, Rue de Flandre (Parcours BD)

Cubitus ist eine Comicreihe des belgischen Zeichners Dupa (Luc Dupanloup; 1945–2000). Namensgebend ist die Hauptfigur, ein dicker, wuscheliger, weißer Hund, dessen herausragende Eigenschaften Intelligenz und Faulheit sind. Der Name ist von einem Knochen abgeleitet: Die Elle hieß früher anatomisch Cubitus vom griechischen kybiton (Ellbogen).
Zwischen 1968 und 2000 sind zahlreiche Geschichten erschienen. Danach gab es durch den Tod des Zeichners Dupa eine längere Pause. Seit 2005 wird Cubitus von Michel Rodrigue gezeichnet. Die Comics sind vor allem im französischsprachigen Raum bekannt. Zwischen 1972 und 2002 erschienen in Belgien 39 Comic-Bände. Außerdem erschienen einzelne Strips in diversen deutschen Zeitschriften, beispielsweise in Zack, Felix oder Rate mal Comics.
In Brüssel wurde Cubitus als einer von vielen Comic-Helden mit einer Wandmalerei geehrt: In der Pose des Manneken Pis ist er in der Rue de Flandre zu bewundern. 2002 wurde zu seinen und Dupas Ehren eine Statue in Limal (Wallonien) errichtet. Dort hatte Dupa die letzten 30 Jahre lang gelebt.

## Figuren
- Cubitus – charakteristische Kennzeichen: rundliche Figur, aufrechter Gang und hoch domestiziert, dicke schwarze Knollennase, dicker gelber Puschelschwanz. Wie die meisten Hunde verabscheut er Wannenbäder. Cubitus spielt (problemlos!) Rollen berühmter Detektive, Märchenfiguren und sonstiger Stars. Ernährt sich trotz aller menschlichen Eigenschaften sehr gern von Markknochen.
- Bojenberg (fr: Sémaphore; nl: Semafoor; in frühen Veröffentlichungen: Ossi) – Seefahrer im Ruhestand, spinnt gelegentlich noch Seemannsgarn; Erfinder diverser, meist nutzloser Maschinen; besitzt ein Motorrad mit Beiwagen, beide biblischen Alters; Cubitus’ Herrchen, allerdings nicht so sehr auf diese Rolle festgelegt, denn Cubitus ist bei der Zubereitung von Mahlzeiten mitunter geschickter und formvollendeter.
- Paustian (fr: Sénéchal) – ein schwarzer Kater und der ewige Widersacher von Cubitus. Kultiviert und vornehm, meistens aber doch nur Opfer gemeiner Streiche oder ernsthafter Anschläge.

## Verlage
Die Originalbände 7 bis 20 wurden auf Deutsch vom Carlsen Verlag veröffentlicht, doch dann aufgrund geringer Absatzzahlen eingestellt. Der Phoenix Verlag hat zwei Bände herausgegeben, danach wurde die Reihe vom Verlag Kult Editionen übernommen. Dieser kündigte nur einen Band an, der jedoch nicht erschien. Dieser wurde erst 2008 im Piredda Verlag herausgebracht, der ab dann die Reihe fortsetzt („rote Serie“) und außerdem die Originalbände 1 bis 6 unter dem Namen Cubitus Classic neu aufgelegt hat („blaue Serie“).

## Bände
| Band   | Titel                                | VÖ       | ISBN              | Zeichner           | Dt. Band  | Dt. Titel                        | Dt. Verlag | Dt. VÖ       | Dt. ISBN      |
| ------ | ------------------------------------ | -------- | ----------------- | ------------------ | --------- | -------------------------------- | ---------- | ------------ | ------------- |
| 1      | Du meilleur tonneau                  | 01.01.72 | 9782803617296     | Dupa               | Classic 1 | Ein Fass voll Humor              | Piredda    | 01.10.09     | 9783941279650 |
| 2      | Cubitus illustre ses ancêtres        | 01.01.77 | 9782803613731     | Dupa               | Classic 2 | Dramen um die Ahnen              | Piredda    | 01.05.10     | 9783941279667 |
| 3      | Un Oscar pour Cubitus                | 01.01.73 | 9782803614714     | Dupa               | Classic 3 | Ohne Fleiß kein Preis            | Piredda    | 15.10.10     | 9783941279674 |
| 4      | La corrida des hippopotames casqués  | 01.01.79 | 9782803602926     | Dupa               | Classic 4 | Die Corrida der Hippos           | Piredda    | 15.04.11     | 9783941279681 |
| 5      | Cubitus, pour les intimes            | 01.01.80 | 9782803617289     | Dupa               | Classic 5 | Pantoffelhelden                  | Piredda    | 16.01.12     | 9783941279698 |
| 6      | Heureux qui, comme Cubitus           | 01.01.81 | 9782803602964     | Dupa               | Classic 6 | Glücksgefühle                    | Piredda    | 16.07.12     | 9783941279704 |
| 7      | Raconte-moi, Cubitus                 | 01.01.82 | 9782803600069     | Dupa               | 1         | Ein wahres Hundeleben            | Carlsen    | 1988         | 3-551-02661-0 |
| 8      | Tu le fais exprès, ou quoi ?!?       | 01.01.83 | 9782803603909     | Dupa               | 2         | …fällt nicht weit vom Stamm      | Carlsen    | 1988         | 3-551-02662-9 |
| 9      | L'ami ne fait pas le moine           | 01.01.84 | 9782803604371     | Dupa               | 3         | Ein Hund geht fremd              | Carlsen    | 1988         | 3-551-02663-7 |
| 10     | Cubitus et la boîte qui parle        | 01.01.84 | 9782803604593     | Dupa               | 4         | Das sprechende Hundefutter       | Carlsen    | 1989         | 3-551-02664-5 |
| 11     | Chien sans souci                     | 01.01.76 | 9782803604913     | Dupa               | 5         | Ein Faulpelz macht Trouble       | Carlsen    | 1989         | 3-551-02665-3 |
| 12     | Tu nous fais marcher                 | 01.01.85 | 9782803605200     | Dupa               | 6         | Es geht wieder rund!             | Carlsen    | 1990         | 3-551-02666-1 |
| 13     | Chien fidèle                         | 01.01.86 | 9782803614486     | Dupa               | 7         | Der Weg zum Erfolg               | Carlsen    | 1990         | 3-551-02667-X |
| 14     | Pas de salades                       | 01.10.86 | 9782803605781     | Dupa               | 8         | Ein Kumpel namens Viktor         | Carlsen    | 1991         | 3-551-02668-8 |
| 15     | Est-ce bien sérieux ?                | 01.01.87 | 9782803606078     | Dupa               | 9         | Nicht zu fassen!                 | Carlsen    | 1991         | 3-551-02669-6 |
| 16     | Alerte au pédalosaure                | 01.01.77 | 9782803606269     | Dupa               | 10        | Der Pedalosaurus                 | Carlsen    | 1992         | 3-551-02670-X |
| 17     | Quand tu nous tiens                  | 01.01.88 | 9782803606788     | Dupa               | 11        | Dich gibt's nur einmal!          | Carlsen    | 1992         | 3-551-02671-8 |
| 18     | Tout en caressant                    | 01.01.75 | 9782803607037     | Dupa               | 12        | Katzenjammer                     | Carlsen    | 1993         | 3-551-02672-6 |
| 19     | Remets-nous ça !                     | 01.01.89 | 9782803607372     | Dupa               | 13        | Sag das noch mal!                | Carlsen    | 1993         | 3-551-02673-4 |
| 20     | Toujours avec deux sucres            | 01.06.89 | 9782803607594     | Dupa               | 14        | Zuckersüß                        | Carlsen    | 1994         | 3-551-02674-2 |
| 21     | L'esprit égaré                       | 01.12.89 | 9782803607853     | Dupa               | 15        | Ein Gespenst kommt selten allein | Phoenix    | 2000         | 9783934844032 |
| 22     | Les enquêtes de l'inspecteur Cubitus | 01.01.90 | 9782803613724     | Dupa               | 16        | Die Fälle des Inspektor Cubitus  | Phoenix    | 2000         | 9783934844063 |
| 23     | Donne la belle papatte               | 01.10.90 | 9782803617302     | Dupa               | 17        | Gib schön Pfötchen               | Piredda    | 05.09.08     |               |
| 24     | Tout ça, c'est des histoires         | 01.01.91 | 9782803609093     | Dupa               | 18        | Wahre Flunkergeschichten         | Piredda    | 06.11.08     |               |
| 25     | Chien sans accroc                    | 01.10.91 | 9782803614721     | Dupa               | 19        | Debakel ohne Makel               | Piredda    | 15.01.09     |               |
| 26     | Cubitus se met au vert               | 01.01.92 | 9782803614516     | Dupa               | 20        | Ausflug ins Grüne                | Piredda    | 01.04.09     |               |
| 27     | Chat, ch'est du chien !              | 01.10.92 | 9782803613755     | Dupa               | 21        | Katzenmusik                      | Piredda    | 01.08.09     |               |
| 28     | Copain toutes catégories             | 01.01.93 | 9782803610365     | Dupa               | 22        | Ein Kumpel kehrt zurück          | Piredda    | 15.01.10     | 9783941279056 |
| 29     | Cubitus fait toujours le beau        | 01.10.93 | 9782803613748     | Dupa               | 23        | Tolle Aussichten                 | Piredda    | 01.09.10     | 9783941279068 |
| 30     | Au poil près                         | 01.01.94 | 9782803611195     | Dupa               | 24        | Haargenau                        | Piredda    | 17.01.11     | 9783941279070 |
| 31     | Cubitus et les cumulus de Romulus    | 01.10.94 | 9782803610921     | Dupa               | 25        | Duell über den Wolken            | Piredda    | 15.07.11     | 9783941279087 |
| 32     | Mon chien quotidien                  | 01.01.95 | 9782803611393     | Dupa               | 26        | Freunde fürs Leben               | Piredda    | 16.04.12     | 9783941279094 |
| 33     | Un bouquet garni pour Cubitus        | 01.01.96 | 9782803612079     | Dupa               | 27        | Das mysteriöse Bukett            | Piredda    | 25.03.13     | 9783941279100 |
| 34     | Chien indispensable                  | 01.05.97 | 9782803612512     | Dupa               | 28        | Unersetzlich!                    | Piredda    | 30.10.13     | 9783941279117 |
| 35     | L'héritage du Pastaga                | 13.02.98 | 9782803613236     | Dupa               | 29        | Das Erbe der Pastaga             | Piredda    | August 2014  | 9783941279124 |
| 36     | Cubitus ne mord jamais               | 01.01.99 | 9782803613878     | Dupa               | 30        | Keine Angst, der beißt nicht!    | Piredda    | April 2016   | 9783941279131 |
| 37     | Si tous les gags du monde ...        | 01.02.00 | 9782803613885     | Dupa               | 31        | Gags rund um die Welt            | Piredda    | Mai 2018     | 9783941279148 |
| 38     | Ça n'arrive qu'à toi …               | 01.02.01 | 9782803616176     | Dupa (posthum)     | 32        | Das passiert auch nur dir...     | Piredda    | Oktober 2019 | 9783941279155 |
| 39     | Tu te la coules douce …              | 01.06.02 | 9782803617470     | Dupa (posthum)     | 33        | Eingelocht                       | Piredda    | Juni 2020    | 9783941279162 |
| LNA 1  | En avant toute !                     | 01.09.05 | 9782803621156     | Aucaigne, Rodrigue |           |                                  |            |              |               |
| LNA 2  | Un chien peut en cacher un autre     | 22.09.06 | 9782803621873     | Aucaigne, Rodrigue |           |                                  |            |              |               |
| LNA 3  | En haut de la vague !                | 06.07.07 | 9782803622863     | Aucaigne, Rodrigue |           |                                  |            |              |               |
| LNA 4  | Tous des héros !                     | 22.08.08 | 9782803624188     | Aucaigne, Rodrigue |           |                                  |            |              |               |
| LNA 5  | La Truffe dans le Guidon !           | 28.08.09 | 9782803625536     | Aucaigne, Rodrigue |           |                                  |            |              |               |
| LNA 6  | Mon chien à moi !                    | 25.08.10 | 978-2-8036-2693-9 | Aucaigne, Rodrigue |           |                                  |            |              |               |
| LNA 7  | Le Chat du radin                     | 13.01.12 | 978-2-8036-2955-8 | Erroc, Rodrigue    |           |                                  |            |              |               |
| LNA 8  | La Guerre des boulons                | 11.01.13 | 978-2-8036-3216-9 | Erroc, Rodrigue    |           |                                  |            |              |               |
| LNA 9  | L'École des chiens                   | 24.01.14 | 978-2-8036-3381-4 | Erroc, Rodrigue    |           |                                  |            |              |               |
| LNA 10 | Cubitus a tout inventé !             | 06.01.15 | 978-2-8036-3494-1 | Erroc, Rodrigue    |           |                                  |            |              |               |
| LNA 11 | Super-Héros !                        | 25.03.16 | 978-2-8036-3673-0 | Erroc, Rodrigue    |           |                                  |            |              |               |
| LNA 12 | Vu à la télé !                       | 28.04.17 | 978-2-8036-7051-2 | Erroc, Rodrigue    |           |                                  |            |              |               |
| LNA 13 | À la poursuite du crayon fétiche !   | 27.04.18 | 978-2-8036-7226-4 | Erroc, Rodrigue    |           |                                  |            |              |               |

LNA = Les nouvelles aventures de Cubitus
Quellen: Verlagslisten und eigene Bände

## Zeichentrickserie
1988 wurde der Comic in einer japanisch-belgisch-niederländischen Gemeinschaftsproduktion als Zeichentrick (Anime) umgesetzt. Die Serie besteht aus 52 Doppelfolgen. Leitender Regisseur war Hiroshi Sasagawa.
Im Japanischen wurde der Vorspanntitel Fly Away – Yume no Hikōki (Fly away －夢の飛行機－, dt. „Fortfliegen – Flugzeug der Träume“) und der Abspanntitel Go! Go! My Friend (GO! GO! マイフレンド, GO! GO! Mai furendo) von Alice Satō getextet, von Takanori Arisawa komponiert und von Mitsuko Horie gesungen.
Der französischsprachige Vorspanntitel V'là Cubitus wird gesungen von Jacques Balutin.
In Deutschland lief Cubitus seit Anfang 1990 auf RTL. Später wurde die Serie auf den Sendern Nickelodeon (1995–1998), Super RTL, RTL II, Fox Kids, Tv.nrw und Toon Disney ausgestrahlt.

### Synchronisation
| Rolle                              | Rolle     | Japanischer Sprecher (Seiyū) | Deutscher Sprecher      |
| ---------------------------------- | --------- | ---------------------------- | ----------------------- |
| Domel (ドメル Domeru)              | Cubitus   | Naoki Tatsuta (龍田直樹)     | Michael Rüth            |
| Ron (ロン)                         | Bojenberg | Kaneta Kimotsuki (肝付兼太)  | Bruno Walter Pantel     |
| Beatrix (ベアトリクス Beatorikusu) | Beatrix   | Kazuko Sugiyama (杉山佳寿子) | Marianne Ruth Wischmann |
| Blackie (ブラッキー Burakkī)       | Paustian  | Rika Matsumoto (松本梨香)    | Michael Habeck          |
| Cherry (チェリー Cherī)            |           | Mīna Tominaga (冨永みーな)   |                         |
| Police (ポリス Porisu)             |           | Kōichi Yamadera (山寺宏一)   |                         |
| Bob (ボブ Bobu)                    |           | TARAKO (ＴＡＲＡＫＯ)        |                         |

## Andere Sprachen
In anderen Ländern heißen die gedruckten Comics bzw. die Serie: Dommel (Niederlande, Polen), Wowser (USA), كعبول (arabische Länder), Muppelo bzw. Pom Pom (Finnland), どんどんとドメルロン (Don-Don Domeru/Domel to Ron) (Japan), Доммель (Russland), Teodoro (Serie: Teodoro e l'invenzione che non va) (Italien).